# Lista siturilor arheologice din județul Prahova - O
Lista siturilor arheologice din județul Prahova - O conține toate siturile arheologice din județul Prahova înscrise în Repertoriul Arheologic Național (RAN) și aflate în localități al căror nume începe cu litera O. RAN este administrat de Ministerul Culturii și Patrimoniului Național și cuprinde date științifice, cartografice, topografice, imagini și planuri, precum și orice alte informații privitoare la zonele cu potențial arheologic, studiate sau nu, încă existente sau dispărute.
Puteți căuta un sit din localitățile care încep cu litera O folosind formularul de mai jos sau puteți naviga prin toate siturile din județ la Lista siturilor arheologice din județul Prahova.
| Cod RAN                                   | Denumire | Localitate                                        | Adresă      | Datare             | Descoperit | Coordonate                                    | Imagine           | Erori            |
| ----------------------------------------- | --- | ------------------------------------------------- | ----------- | ------------------ | ---------- | --------------------------------------------- | ----------------- | ---------------- |
| 134988.01.01 (Cod LMI: PH-I-m-B-16197.02) | Situl arheologic Latene de la Odăile - "La Cetățuie" / ansamblu anonim (Categorie: locuire) (Tip: Așezare)         | sat Odăile, comuna Puchenii Mari                  | La Cetățuie | geto-dacică        |            | 44°49′29″N 26°01′18″E / 44.82472°N 26.02167°E | Încărcați imagine | Raportați eroare |
| 134988.01.02 (Cod LMI: PH-I-m-B-16197.01) | Situl arheologic Latene de la Odăile - "La Cetățuie" / ansamblu Cetatea Tinosu (Categorie: locuire) (Tip: Cetate)  | sat Odăile, comuna Puchenii Mari                  | La Cetățuie | geto-dacică        |            | 44°49′29″N 26°01′18″E / 44.82472°N 26.02167°E | Încărcați imagine | Raportați eroare |
| 131693.01.01                              | Situl arheologic de la Orzoaia de Jos - La Tacu / ansamblu anonim (Categorie: locuire) (Tip: așezare)              | localitate componentă Orzoaia de Jos, oraș Urlați | La Tacu     |                    | 2002       | 45°00′07″N 26°13′49″E / 45.00195°N 26.23028°E | Încărcați imagine | Raportați eroare |
| 131693.01.02                              | Situl arheologic de la Orzoaia de Jos - La Tacu / ansamblu anonim (Categorie: locuire) (Tip: așezare)              | localitate componentă Orzoaia de Jos, oraș Urlați | La Tacu     | sec. II-III d. Ch. | 2002       | 45°00′07″N 26°13′49″E / 45.00195°N 26.23028°E | Încărcați imagine | Raportați eroare |
| 131693.02.01                              | Așezarea Latene de la Orzoaia de Jos / ansamblu anonim (Categorie: locuire) (Tip: așezare)                         | localitate componentă Orzoaia de Jos, oraș Urlați |             | Latene             | 1969       |                                               | Încărcați imagine | Raportați eroare |
| 131700.01.01                              | Așezarea de epoca bronzului de la Orzoaia de Sus - La Schelă / ansamblu anonim (Categorie: locuire) (Tip: așezare) | localitate componentă Orzoaia de Sus, oraș Urlați | La Schelă   |                    | 2005       | 45°00′29″N 26°14′59″E / 45.00806°N 26.24972°E | Încărcați imagine | Raportați eroare |